# Cmentarz Wied Għammieq w Kalkarze
Cmentarz Wied Għammieq (malt. Iċ-Ċimiterju Ta’ Wied Għammieq, ang. Wied Għammieq Cemetery) – nieczynny cmentarz choleryczny w Wieq Għammieq w Kalkarze na Malcie.

## Historia
Cmentarz ofiar epidemii cholery w 1837 na Malcie powstał w roku wybuchu tejże. Ogniskiem epidemii okazało się Ospizio we Florianie. Pierwsze przypadki pojawiły się 9 czerwca, a w ciągu czterech dni epidemia spowodowała 25 zgonów. Sytuacja pogarszała się z dnia na dzień i aby zminimalizować ryzyko zakażenia, większość mieszkańców Ospizio została przeniesiona do fortu Ricasoli. Mimo to większość mieszkańców Ospizio została zarażona, a 450 zmarło w ciągu kilku tygodni. Wysoki wskaźnik śmiertelności doprowadził do kolejnego, równie niepokojącego zagrożenia sanitarnego, jakim było konieczność bezpiecznego pochowania zwłok. W tych okolicznościach uznano za stosowne pochowanie ciał z minimalną ceremonią w okolicach Wied Għammieq. Oprócz 450 mieszkańców Ospizio, pochowano tam również ponad 400 ofiar cholery z Kottonery.

Aby pochować tych biednych ludzi zmarłych na cholerę, zrekrutowano kilku więźniów, którzy zgłosili się na ochotnika, z obietnicą, że po zakończeniu pracy zostaną zwolnieni z dalszego przebywania w więzieniu. Mówi się, choć nigdy nie znaleziono na to jednoznacznych dowodów, że niektórzy starcy byli chowani jeszcze zanim zmarli.

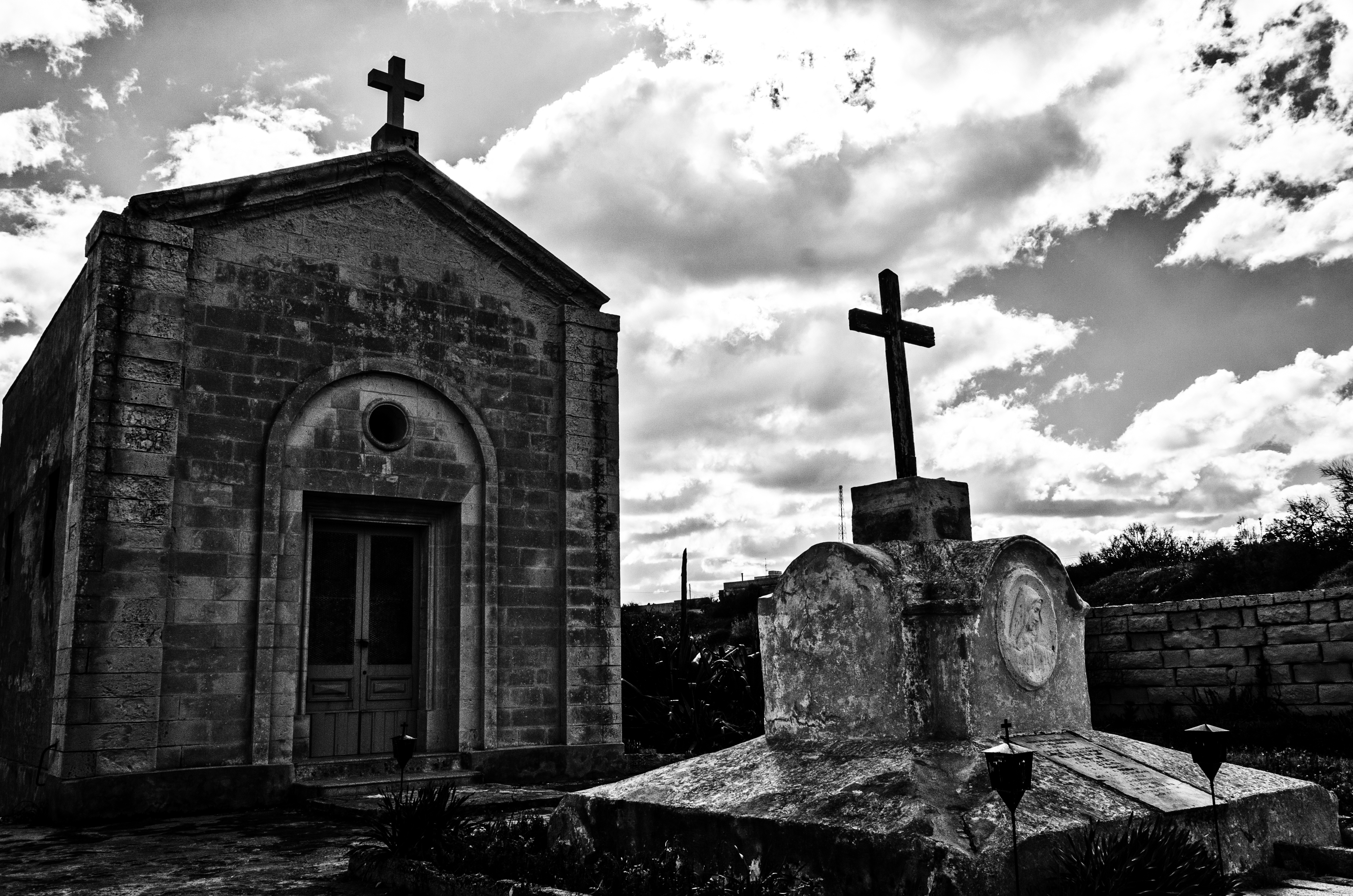
Obelisk z krzyżem oraz kaplica

W 1878 pozostałości wszystkich zwłok na cmentarzu zostały ekshumowane i umieszczone we wspólnym grobie na środku cmentarza. W 1881 zbudowana została niewielka kaplica, zaś nad grobem postawiono obelisk na szerokiej ławie, zwieńczony krzyżem. Poniżej krzyża umieszczona jest tablica z napisem w języku maltańskim: 

Hawn jinsab il-għadam / ta' dawk l-imsejkna / li fis-sena 1837 waqt li l-marda / tal-kolera / kienet fl-eqqel tagħha, / mill-isptar tax-xjuħ / ġew meħudin ir-Rikażli / u mietu bl-istess marda. / Dan il-monument / bi flus il-poplu / ġie poġġut biex jitneħħa / s-swied il-qalb / taċ-ċimiterju l-antik / fis-sena 1881. / Intom qarrejja twajba / il-mistrieħ ta' dejjem / lilhom itolbu.

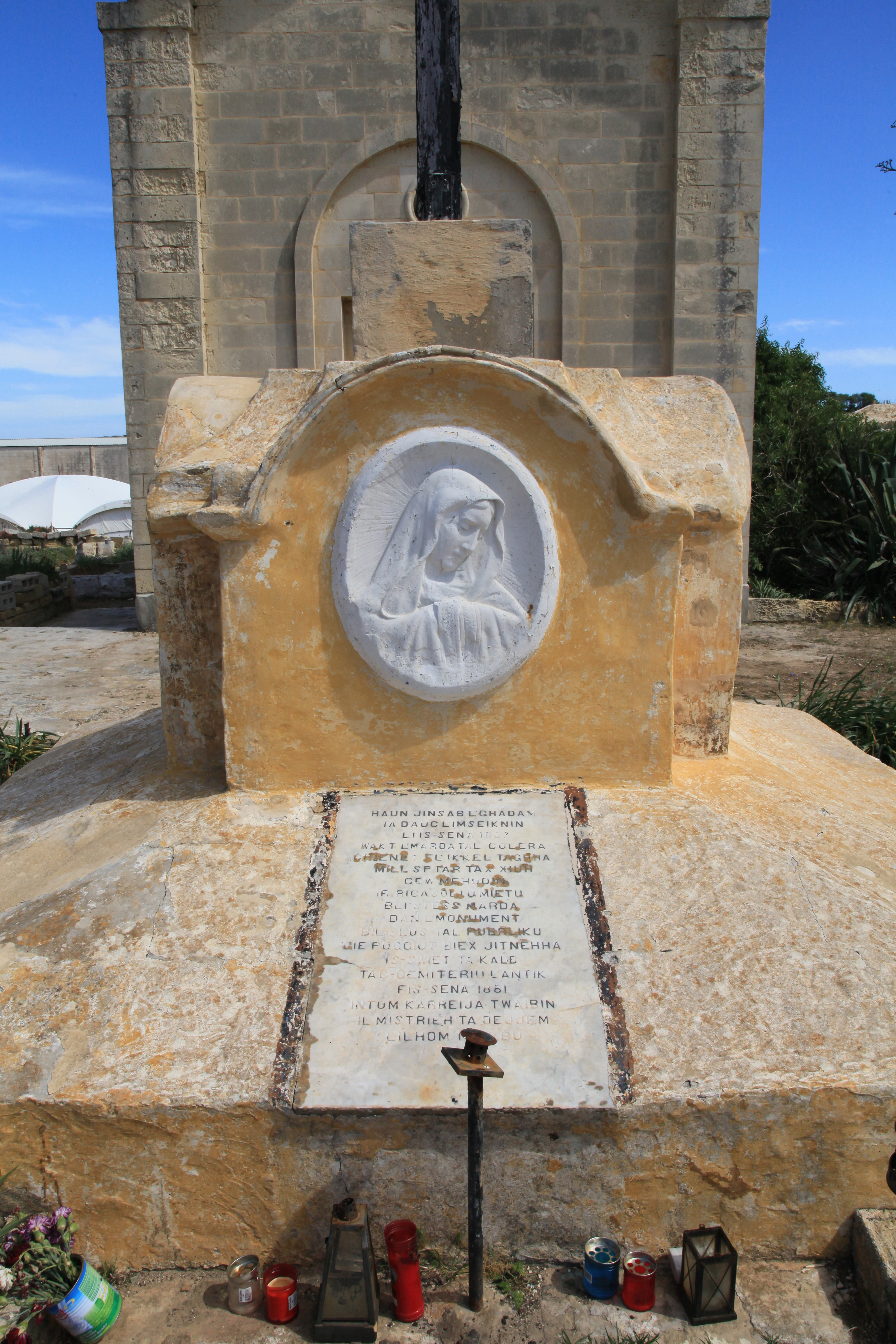
Madonna del dito na postumencie

co w wolnym tłumaczeniu znaczy: 

Tu spoczywają kości tych biednych ludzi, którzy w roku 1837, gdy epidemia cholery osiągnęła apogeum, zostali zabrani ze szpitala dla starców do Ricasoli i zmarli na tę samą chorobę. Ten pomnik z pieniędzy ludzi został wzniesiony, aby usunąć mrok serca starego cmentarza, w roku 1881. Wy, dobrzy ludzie to czytający módlcie się o ich wieczny odpoczynek.

 Od tego czasu corocznie na początku listopada na cmentarz odbywają się tradycyjne pielgrzymki wiernych z różnych parafii w celu uczestnictwa w mszy świętej i modłach za dusze nieszczęsnych ofiar. W 1948 pod krzyżem umieszczona została płaskorzeźba przypominająca Madonnę del dito Carlo Dolciego.     
  
W latach 70. XX wieku stara kaplica uległa zawaleniu, zaś w 1958 na cmentarzu zbudowana została nowa kaplica. Projekt budynku wykonał Vincenzo Bonello. 